# Флумендоса
Флумендо́са (итал. Flumendosa; лат. Saipros, в устье — лат. Sikoulensioi) — река в Италии, на юге острова Сардиния, впадает в Тирренское море, протекает по территории провинций Нуоро и Южная Сардиния.
Длина 127 км, площадь бассейна 1780 км² (вторая река Сардинии после Тирсо). Исток на востоке гор Дженнардженту, у подножья горы Армидда (итал. Armidda, Punta Perdida de Aria; высотой 1270 м). Впадает в Тирренское море, между городами Муравера и Виллапутцу.
До строительства плотин средний расход воды в среднем течении был равен 22 м³/с. В 1948—1949 годах была построена первая плотина, сформировавшее искусственное озеро длиной 6 км и шириной 1,5 км, объёмом 61 млн. м³. Вторая плотина была построена в 1952 году. Образовалось озеро длиной 17 км, объёмом 317 млн. м³. Воды реки используются для выработки электроэнергии и орошения.